# Pterogramma
Pterogramma är ett släkte av tvåvingar. Pterogramma ingår i familjen hoppflugor.

## Dottertaxa tillPterogramma, i alfabetisk ordning[1]
- Pterogramma adustum
- Pterogramma aestivale
- Pterogramma ancora
- Pterogramma annectens
- Pterogramma aquatile
- Pterogramma atronaricum
- Pterogramma brevivenosum
- Pterogramma cardisomi
- Pterogramma conicum
- Pterogramma costalis
- Pterogramma costaphiletrix
- Pterogramma deemingi
- Pterogramma flaviceps
- Pterogramma flavifrons
- Pterogramma gilviventre
- Pterogramma inconspicua
- Pterogramma infernaceps
- Pterogramma insulare
- Pterogramma intrudens
- Pterogramma jubar
- Pterogramma lobosternum
- Pterogramma luridobregma
- Pterogramma luxor
- Pterogramma madaris
- Pterogramma meridionalis
- Pterogramma monticola
- Pterogramma morretense
- Pterogramma nexoverpa
- Pterogramma nigrotibiale
- Pterogramma ochrofrons
- Pterogramma orthoneura
- Pterogramma ovipennis
- Pterogramma palliceps
- Pterogramma parameridionalis
- Pterogramma perparva
- Pterogramma poeciloptera
- Pterogramma portalense
- Pterogramma simplicicrus
- Pterogramma stictopenne
- Pterogramma sublugubrina
- Pterogramma substriata
- Pterogramma sylvicola
- Pterogramma vittata